# マルチステークホルダー・プロセス
マルチステークホルダー・プロセス（Multi-stakeholder Process、略称：MSP）は、国、事業者、消費者、有識者などの関係者 (ステークホルダー) がオープンに参画し、ルール策定や利害調整、情報共有などを行う手法である。MSPが活用される領域は環境保護、個人情報を含む基本的人権の保護、革新的技術開発の安全性担保、企業の社会的責任 (CSR) 活動参加促進など、さまざまである (#事例参照)。

## 定義と意義
MSPとは平等代表制を有する3主体以上のステークホルダー間における意思決定、合意形成、もしくはそれに準ずる意志疎通のプロセスである。ステークホルダーの平等代表制とは、MSPにおけるあらゆるコミュニケーションにおいて、各ステークホルダーが平等に参加し、自らの意見を平等に表明できることであり、また、相互に平等に説明責任を負うことである。意思決定や合意形成は、政策決定から共通認識の形成、実践的な取組実施に向けての合意、ステークホルダー間のパートナーシップやネットワーク形成に至るまでを幅広く含むものである。
事例の分析から得られた項目のプロセス上の特徴について、以下に示す。
1. 構成
一般に会議の設置は、方針や最終意思決定をする、上位の委員会と具体的な事案を検討する複数の分科会から構成される。グローバルな規定・ルール策定型に見ることができる。
2. 回数
開催回数や期間に関してはそれぞれの事例の目的や難易度によるため、明確な期間や回数の共通点は見られないが、回数を多く実施すれば望ましい結果がでるものではないことには留意する必要がある。
3. 事務局・ファシリテーター
専門的知識が無い担当者が対応するとうまくいかない。専門性を有する者が会議の円滑な進行を図るファシリテーターを担うことが重要である。
4. 位置づけ
マルチステークホルダー・プロセスに求めるものは様々である。行動規範の策定を目指す事例や情報共有を目指す場合、規定を作成する場合もあるが、表の国連グローバル・コンパクトの事例と同様に参加者がゴールとして共通の認識を持つことが重要である。
5. 参加者
多様な参加者であり、だれでも参加できるということは、マルチステークホルダー・プロセスの特徴である。参加者に対して明確な制限は設けられていないことが事例により分かる。

近年の政治学や法学においては、民主主義のプロセスを「討議の場」と「決定の場」に区別して、それぞれのプロセスの正確の相違を検討する議論が提起されるようになってきている。ユルゲン・ハーバーマスによれば「討議の場」においては、万人に開かれ、誰もが参加できるネットワークにおいて自由な議論により、様々な問題を発見することが目指される、一方で「決定の場」においては、社会的・時間的制約のもとに、一定の手続き的規律を受けながら、問題の解決が目指される。開放性や自由度の高い前者のプロセスに比べ、後者のプロセスでは決定を行うための様々な制約や規律が課されることになる。上記のようにMSPは「討議の場」であり、誰でも参加でき、自由に議論ができる。

## MSPの目的類型
事例の欄でとりあげたものは、#事例で詳細後述。
1. 利害折衝型[2]
  - 目的: ステークホルダー間に利害対立が存在する場合であって、その妥結点を模索する[2]
  - 事例: シェル石油のブレント・スパー（英語版）問題（1996年11月 - 1997年12月）[要出典]
2. 規範作成型[2]
  - 目的: 責任を果たすべき主体が業界関係者の自主ルール策定に参画し、コミットメント (効果的な実運用) を引き出す[2]
  - 事例1: 国連グローバル・コンパクト（1999年-）[2]
  - 事例2: ISO 26000（英語版）（社会的責任の手引き）の規約制定（2001年 - 2010年）[2]
3. 情報および認識共有型[2]
  - 目的: 政策決定などの前提となる情報や意見をステークホルダー間で交換し、共通の問題認識を醸成する
  - 事例: 欧州マルチステークホルダー・フォーラム（2002年10月 - 2004年8月）[要出典]
4. 政策提言型[2]
  - 目的: 上述の「共有型」が問題認識を擦り合わせるのに対し、政策提言型では具体的な政策について論じる[2]
  - 事例: コロンビア川下流域の持続可能な開発のための協力（1999年中 - ）[要出典]

## 事例
MSPは主に1980年代後半から1990年代にかけての“持続可能な発展”に関わる議論の中で登場した。その後、以下のとおり多種多様な領域でMSPの枠組みが活用されている。

### 環境保護関連
1987年の環境と開発に関する世界委員会
通称：ブルントラント委員会による報告書「われら共通の未来」（Our Common Future）および、1992年の環境と開発に関する国際連合会議（通称：リオ・サミット）採択文書「アジェンダ21」では、持続可能な発展を達成するためには、様々なステークホルダーが政策決定に関する情報へアクセスし、政策決定へ参加する制度を保障することが不可欠である旨が述べられている。「アジェンダ21」の提唱によって、MSPの先駆的事例として、多様なステークホルダーの参加を制度として保障した「持続可能な開発委員会」（CSD）を創設した。
シェル石油ブレント・スパー問題（1996年11月 - 1997年12月）
当初、シェル石油はイギリス政府の許可を得た上でオイル貯蔵ブイ（ブレント・スパー）を海洋投棄処理する予定であったが、これに対して、環境NGOや北海周辺国が反対したため、海洋投棄処理を断念せざるを得なくなった。そこでシェル石油は、各国政府および沿岸地方政府、環境NGO、技術専門家、工事請負業者などを交えた代替処理方法についての対話を開催し、その結果妥結された処理方法を採用した。
コロンビア川下流域の持続可能な開発のための協力（1999年中 - ）
米国陸軍工兵隊（U.S. Army Corps of Engineers）が、国家環境政策法（NEPA）に基づきコロンビア川下流域の水路掘削工事計画の策定を行おうとしたところ、河川下流域の地方政府および住民等の関係者はこれに承服せず、MSPによる工事計画の対案を策定しようとした事案。主としてアストリア市と環境NGOの主導のもと、河川下流域の地方政府、港、アメリカ海洋大気庁（NOAA）が参加した。

### プライバシー保護関連

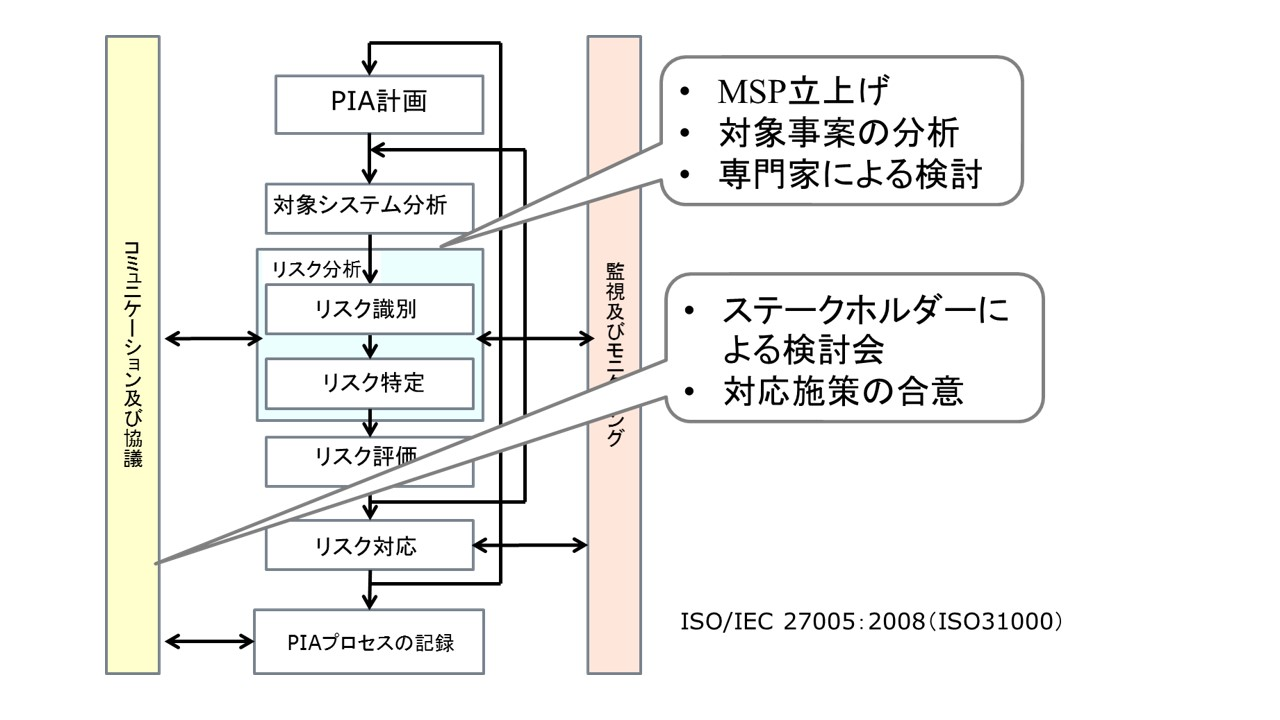
MSPとPIAのプロセス関係

プライバシーは万人の問題であり、一度問題が発生すると取り返しのつかないことに進展する場合もある。それため、多様なステークホルダーと合意形成ができていない状態で進むべきではない。
プライバシーの特徴としては、3つある。
- 多義性は男女、年齢などの属性が違うことにより複数の解釈があり、何をもってプライバシー侵害と感じるかは属性により異なる。
- 個別性は属性がおなじであっても個人の認識に差がある、どの程度をもってプライバシー侵害と感じるかは、個別により異なる。
- 流動性は問題の状況が、社会的背景、場所などで変化するという特徴である。

このようなプライバシーは、「コンテキストで決まる」ものであり、要配慮個人情報よりも広い概念であり、また、法律での規定は難しい。

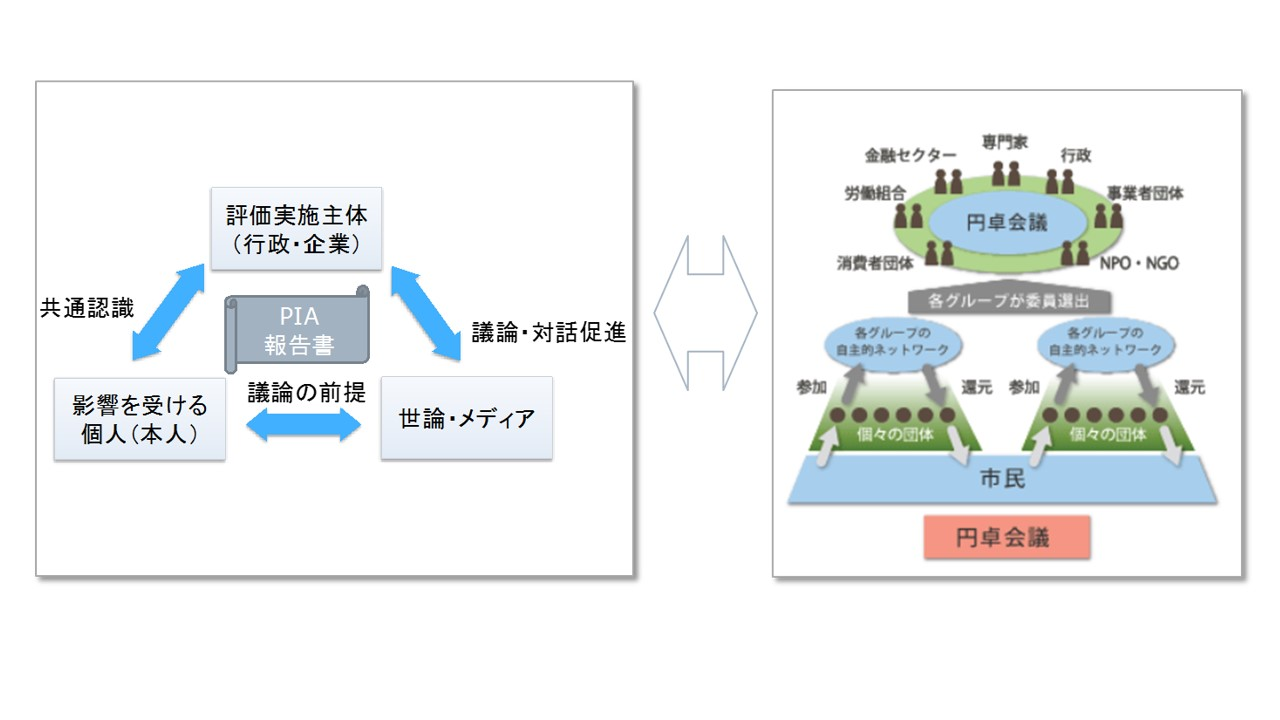
MSPとPIAのフレームワークの関係

個人情報の利活用に関して、利害関係が異なる立場のステークホルダー間のコミュニケーションのためには、適正な情報の提供が必要である。プライバシーへの過剰な反応のため安全性を放棄するような行動になる。事前にプライバシー影響評価（PIA）を実施し，適正な情報共有を行い協議する必要がある。双方にメリットがあるにもかかわらず，適正なコミュニケーションが取れず、関係者の安全性確保とプライバシー侵害の明確な評価や合意形成ができないこともある。ISO 31000によるプライバシー影響評価（PIA）のプロセスからプライバシーバイデザイン（PbD）およびマルチステークホルダー・プロセス（MSP）の関係を見ていくと、リスクマネジメントには監視・モニタリングとコミュニケーション・協議がプロセスを通して必要になってくる。監査及びモニタリングには、ISO/IEC 29100の11原則（PbDのプライバシー7原則）を適用することにより客観性・透明性を持った評価ができ。また、コミュニケーション及び協議に関しては，マルチステークホルダー・プロセス（MSP）による利害関係の異なるステークホルダー同士が適正な情報を共有し、対等な立場で協議することにより合意形成が行われる。
また、PIA報告書をコミュニケーションツールとしたPIAのフレームワークは、マルチステークホルダープロセスの参加者全員が対等な立場で議論する円卓会議のフレームワークと同じである。
以下はプライバシー保護関連のMSP活用事例である。
米国における消費者プライバシー権利章典
オバマ政権は消費者プライバシー権利章典を発表し、消費者プライバシー保護についての基本原則を示した上で、それを実現する立法措置を議会に求めると同時にMSPによってプライバシー保護のための具体的な行動規範の形成を図るという方針を打ち出した。
元来米国におけるオンライン・プライバシー保護は事業者による自主規制に重きをおいた枠組みを持っていた。具体的にはプライバシーポリシーを事業者がサイト上などで明示し、その遵守状況について連邦取引委員会（FTC）が監視する。これに対して上記権利章典は、インターネットを利用する消費者のプライバシーを保護するための立法措置を議会に求めた上で、具体的なルール形成において、企業、市民団体・消費者団体、さらには外国政府や州政府等も含めたマルチステークホルダーの役割を重視する姿勢を打ち出し、MSPを踏まえた行動規範を採用した企業に一定の規約に基づいて行動するセーフハーバーを与えるべきという方針を示している。もっとも、章典が求めるプライバシー保護のための立法措置は、規制強化への反発もあり、いまだ実現していない。
総務省（日本）のパーソナルデータの利用・流通に関する研究会の報告書
総務省のパーソナルデータの利用・流通に関する研究会は2013年6月に報告書を公表した。この報告書は、「パーソナルデータの利活用のルール策定に当たっては、主としてパーソナルデータの利活用が行われるICT分野が急速な技術革新が継続的に進展している分野であり、関係者の意見を的確かつ迅速に反映する必要性が高いこと等を考慮し、「マルチステークホルダー・プロセス」（国、企業、消費者、有識者等多種多様な関係者が参画するオープンなプロセス）を、取り扱うパーソナルデータの性質や市場構造等の分野ごとの特性を踏まえ、積極的に活用することとすべきである」と述べ、パーソナルデータに関するルール策定にMSPを導入することを提唱している。
MSPを活用して策定されたパーソナルデータの利活用に関するルール等の遵守を契約約款に規定することや、MSPを活用し、パーソナルデータに関し専門的な知見を有する有識者などからなる機関を設置し、パーソナルデータの利活用のルールに関する判断の提示、消費者と企業間の紛争解決を行うことなどがあげられている。その上で、MSPの実効性確保のために、政府による参加企業へのインセンティブ付与や非参加企業にルール遵守させる仕組みづくりなどが検討課題としてあげられている。

### 人工知能関連
2024年に発効した欧州連合 (EU) のAI法は規制当局によるトップダウンの規制だけでなく、人工知能 (AI)  関連事業者や有識者、市民団体などが参画して実践規範や行動規範を規定し、自律的なガバナンスを目指している。
広島AIプロセスは先進国首脳会議 (G7) を発端とする協調枠組みであり、同じく規範の作成がなされている。

### 基本的人権関連
国連グローバル・コンパクト（1999年-）
国際連合事務総長・コフィー・アナン（当時）の主導により開始された、人権、労働基準、環境、反汚職の分野よりなるビジネスの10の原則について定めたもの。それぞれの原則およびそれに付随する事案テーマについて、MSPによりフォーラムなり学習会なりが開かれ、グッド・プラクティスの共有等が行われている。取組を強制する形式ではないが、企業の自発的な参加表明によってある程度の取組を確保する方式である。

### 企業の社会的責任関連
ISO 26000（社会的責任の手引き）の規約制定（2001年 - 2010年）
公共および、民間などすべての組織が使用することを意図したISO 26000は社会的責任に関する手引きを提供する国際規格である。この規定は、マルチステークホルダー・プロセスにより成立した。各国に設置されたISO 26000の国内対応委員会、および作業部会に採用され、作業部会には、各国から政府、産業界、生産者、消費者、NGO、有識者といった多様なステークホルダーが参加した。
欧州マルチステークホルダー・フォーラム（2002年10月 - 2004年8月）
欧州委員会の主導によりEU圏の政治戦略の一環として企業の社会的責任 (CSR) を促進するために設けられた。CSRの取組、および、CSRツールの革新、透明性、統一性の促進について、産業界、労働団体、NGO等が、事例分析等を通じて情報共有し、報告書および勧告書を公表した。勧告書は法的拘束力を伴うものではないが、加盟国および各ステークホルダーは勧告書の内容を実行に移すことが求められている。

## 関連文献
出典として用いていないが理解を深めるのに役立つ文献
- マルチステークホルダー・プロセス（イミダス 2016年版）
- ISO26000を理解する (PDF)  - 翻訳：財団法人日本規格協会
- Social responsibility - ISO 26000
- 国連持続可能な開発のための教育の10年 (PDF)  - 関係省庁連絡会議、2014年10月
- 市民による循環型社会づくり」参加型会議を用いた社会実験の報告 - 市民が創る循環型社会フォーラム実行委員会2005
- 化学物質と環境円卓会議 - 環境庁
- 東京都、10年後に向けた「気候変動対策方針」を策定 - ジャパン・フォー・サステナビリティ（2007年8月29日）
- パーソナルデータ利活用に関するマルチステークホルダー・プロセスの実施方法等の調査事業 - 野村総合研究所